# Ejerlejlighed
En ejerlejlighed er en selvstændig fast ejendom, som typisk er en del af en større ejendom, oftest en etageejendom. Hver ejerlejlighed har et selvstændigt nummer under hovedejendommens matrikelnummer, således at der kan tinglyses på hver enkelt ejerlejlighed i hovedejendommen. Ejeren af en ejerlejlighed ejer direkte selve lejligheden, mens grund, trapper m.v. ejes af alle ejerne i fællesskab. Det fælles ejerskab udøves gennem ejerforeningen, som alle ejere er medlem af. I modsætning til f.eks. en lejelejlighed giver ejerlejligheden således mere frihed til beboeren, der f.eks. frit kan udleje den.
Ejerlejligheder er en almindelig juridisk ejerform i mange vestlige lande, bl.a. Belgien (siden 1924) Finland, Tyskland og siden 1966 også i Danmark. Muligheden for udstykke private ejendomme i ejerlejligheder blev dog afskaffet i 1979 og eksisterer kun for tofamiliehuse i dag. I Norge blev ejerlejligheder først introduceret som ejerform i 1983, og i Sverige først i 2009.
I 2006 var der ca. 310.000 ejerlejligheder i Danmark.
I Danmark er det kun beskikkede landinspektører der må opdele bygninger i ejerlejligheder.

## Ekstern henvisning
- Retsinformation. "Bekendtgørelse af lov om ejerlejligheder". Arkiveret fra originalen 23. december 2014. Hentet 23. december 2014.